# Orchestra Sinfonica di Milano della RAI
L'Orchestra Sinfonica di Milano della Rai è stata un'orchestra sinfonica italiana legata all'emittente di stato Rai. L'orchestra è stata chiusa nel 1993 in seguito alla fusione delle quattro orchestre di musica classica della RAI che ha generato l'Orchestra Sinfonica Nazionale della RAI, con sede a Torino.
L'orchestra teneva i suoi concerti presso la "Sala Giuseppe Verdi", interna al Conservatorio di Milano.
Quando, nel 1993, venne decretata la fusione delle quattro orchestre RAI, molti elementi dell'orchestra di Milano, fra cui il direttore Vladimir Del'man, fondarono l'Orchestra Sinfonica "Giuseppe Verdi".

## Direttori
- Carlo Maria Giulini （1945-1952）
- Nino Sanzogno (1952-1959）
- Massimo Pradella （1959-1963）
- Franco Caracciolo （1964-1971）
- Bruno Maderna （1971-1973）
- Zoltán Peskó （1978-1983）
- Carl Melles （1983-1988）
- Vladimir Delman （1988-1994）